# 劉慕沙
劉慕沙（1935年3月22日—2017年3月29日），原名刘惠美，生於日治台灣新竹州苗栗郡（今苗栗縣銅鑼鄉），日本文學翻译家與作家。

## 生平

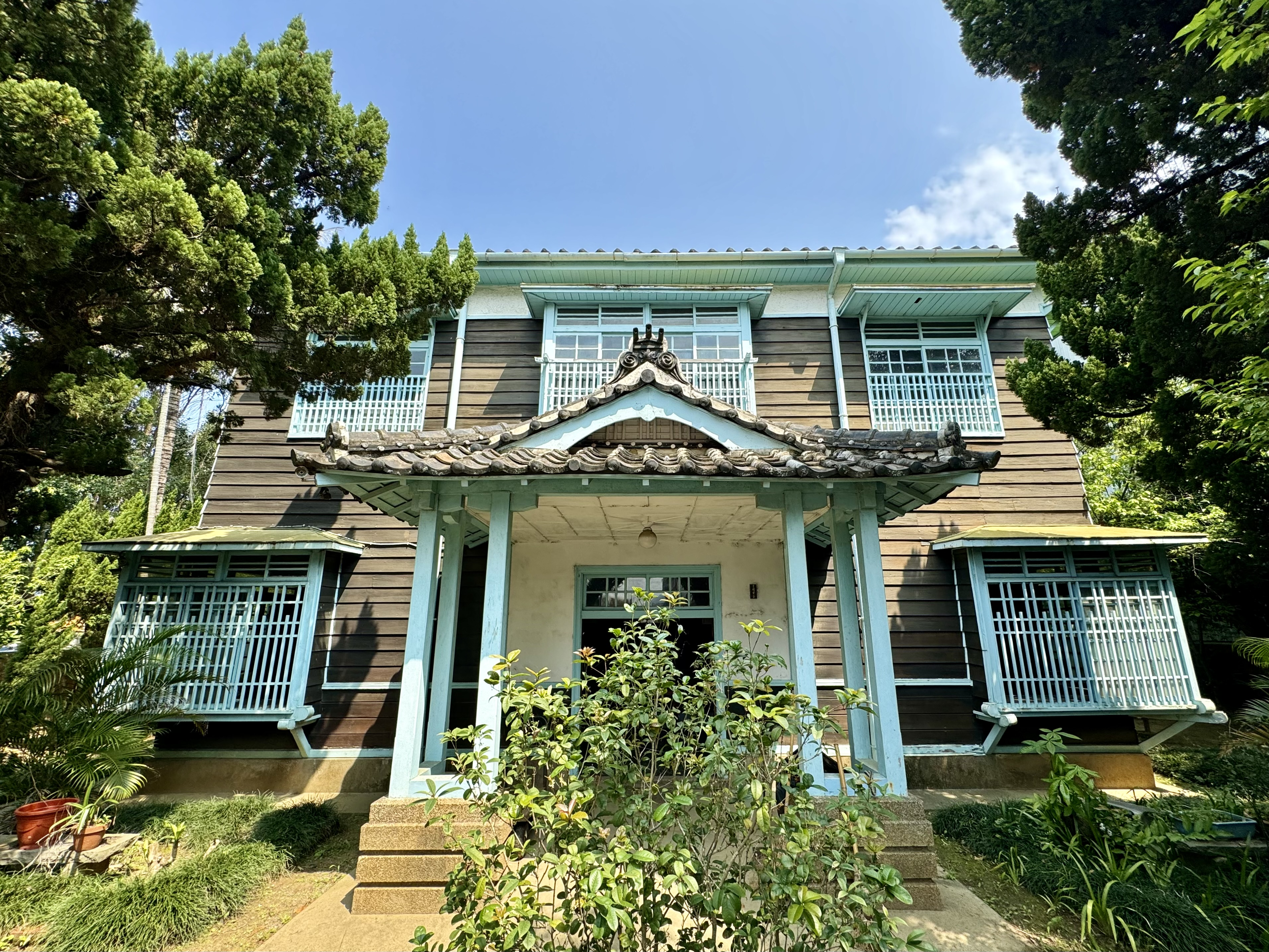
銅鑼鄉重光診所

出身苗栗客家莊望族。其父劉肇芳，畢業於台北醫專（現台大醫學院），為醫生，外祖父李金盛為實業家，曾與後藤新平一同至西伯利亞考察。其父母都能使用流利的日語，在日治台灣時期，劉慕沙读了4年国民学校，打下良好的日語言基础。毕业於新竹女中，学生时代爱读日本文学作品。畢業後任國小教師、救國團文宣幹事、《高縣青年》編輯。
在高中期間與外省軍官朱西甯通信認識，於1955年她20歲時，兩人私奔，登報結婚。在其夫鼓勵下，在婚後，劉慕沙開始文學創作，寫作小說。1960年，三女天衣出生后，开始专门从事日本文学翻译工作，目前翻译的各种日本小说已有六十多部。翻译包括日本作家川端康成、三岛由纪夫、石川达三、曾野绫子、吉本芭娜娜、大江健三郎、井上靖等的作品，个人也有短篇小说的创作，并集结出版《春心》。曾以〈没有炮战的日子裡〉获得台湾省妇女写作协会徵文第二名，散文〈家國劫成〉獲聯合報「我的三十年」徵文佳作獎。因近兩年洗腎，以及2017年前查為肺腺癌末期，體力衰退，2017年3月29日於臺北榮總安寧病房過世。

## 個人生活
刘慕沙是台湾作家朱西甯之妻，兩人育有三女，朱天文、朱天心和朱天衣。

## 著作

### 小說集
- 《春心》

### 合著
- 《小说家族》（朱西寧／劉慕沙／朱天文 合著）ISBN 9784062756105
- 《带我去吧，月光：台湾朱家五人集》（朱西寧／劉慕沙／朱天文／朱天心／朱天衣 合著）ISBN 9787805608594

### 翻译
- 《无情.厄运》作者：吉本芭娜娜（日本）
- 《甘露》作者：吉本芭娜娜（日本）
- 《换取的孩子》作者：大江健三郎（日本）
- 《憂容童子》作者：大江健三郎（日本）
- 《拇趾P纪事》作者：松浦理英子（日本）
- 《紫鈴蘭》刊登在《皇冠》
- 《床上的陌生人》作者：夏树静子（日本）
- 《女身》作者：川端康成（日本）
- 《冰层下》作者：井上靖（日本）

## 外部連結
- 朱天文母亲：台湾著名翻译家刘慕沙[永久]
- 刘慕沙、朱天衣对谈录 （页面存档备份，存于）
- YouTube上的劉慕沙〈九重葛花開花落〉 ｜我們在島嶼朗讀